# Немшилов Володимир Костянтинович
Немшилов Володимир Костянтинович (24 листопада 1948) — радянський плавець.
Призер Олімпійських Ігор 1968 року.
Призер Чемпіонату Європи з водних видів спорту 1970 року.